# Ana Urkijo Elorriaga
Ana Urkijo (lub hiszp. Urquijo) Elorriaga (ur. 16 sierpnia 1953) – baskijska prawniczka i agentka obrotu nieruchomościami. Od września 2006 do 2007 roku prezes hiszpańskiego klubu piłkarskiego Athletic Bilbao jako pierwsza kobieta w jego historii.